# Dictyoblattella bimaculata
Dictyoblattella bimaculata är en kackerlacksart som först beskrevs av Hanitsch 1932. Dictyoblattella bimaculata ingår i släktet Dictyoblattella, och familjen småkackerlackor. Inga underarter finns listade i Catalogue of Life.